# Nagykorpád
Nagykorpád é um município da Hungria, situado no condado de Somogy. Tem 33,42 km² de área e sua população em 2019 foi estimada em 576 habitantes.